# Quake (datorspelsserie)
Quake är en dator- och TV-spelsserie bestående av förstapersonsskjutspel. Serien har funnits sedan 1996.

## Spel

### Huvudserien
| Titel                       | Släppår |
| --------------------------- | ------- |
| Quake                       | 1996    |
| Quake II                    | 1997    |
| Quake III Arena             | 1999    |
| Quake 4                     | 2005    |
| Enemy Territory: Quake Wars | 2007    |

### Fotnoter
1. ↑  ”Quake series” (på engelska). Mobygames. 10 mars 1996. http://www.mobygames.com/game/quake. Läst 19 april 2015.